# امپراتور گو-هانزونو
امپراتور گو-هانزونو (به ژاپنی: 後花園天皇 Go-Hanazono-tennō)؛ (تولد ۱۰ ژوئیه ۱۴۱۸ - مرگ ۱۸ ژانویه ۱۴۷۱) بر اساس ترتیب سنتی جانشینی، صد و دومین امپراتور ژاپن بود. سلطنت او در دوره موروماچی طی شد.